# 構造類似タンパク質ファミリーのデータベース
構造類似タンパク質ファミリーのデータベース（英: Families of Structurally Similar Proteins、FSSP）は、距離マトリクスアライメント（英: Distance-matrix ALIgnment、DALI）アルゴリズムを使用して作成された、構造的に重畳したタンパク質のデータベースである。このデータベースは、タンパク質の構造を比較するのに役立つ。

## 参照項目
- CATH - タンパク質ドメインの進化的関係に関する情報のデータベース
- SCOP - タンパク質の構造ドメインを分類したデータベース